# Kollisionstest
En kollisionstest er et kollisionsforsøg med køretøjer under relistiske, men kontrollerede forhold. Denne slags forsøg udføres hovedsagelig indenfor bilindustrien i forbindelse med udvikling af køretøjer og sikkerhedssystemer. De har som regel det formål, at indsamle oplysninger om køretøjet, dets passagerer eller last under forskellige kollisionsopstillinger. Resultatet er enten en bekræftelse af den ønskede køretøjssikkerhed eller afsløring af ukendte svagheder, der stadig trænger til udbedring.